# Eriocrania
Eriocrania är ett släkte av fjärilar som beskrevs av Philipp Christoph Zeller 1851. Eriocrania ingår i familjen purpurmalar, Eriocraniidae.

## Dottertaxa tillEriocraniai alfabetisk ordning[1][2]
- Eriocrania alpinella Burmann, 1958
- Eriocrania argyrolepidella Fuchs, 1904
- Eriocrania breviapex Davis, 1978
- Eriocrania cicatricella (Zetterstedt, 1839), Hagpurpurmal
- Eriocrania komaii Mizukawa, Hirowatari & Hashimoto, 2006
- Eriocrania marci Schmid, 2024
- Eriocrania sakhalinella Kozlov, 1983
- Eriocrania salopiella Stainton, 1854 Spetsfläckig purpurmal
- Eriocrania sangii (Wood, 1891), Tvillingpurpurmal
- Eriocrania semipurpurella (Stephens, 1835), Vårpurpurmal
  - Eriocrania semipurpurella pacifica Davis, 1978
  - Eriocrania semipurpurella semipurpurella (Stephens, 1835)
- Eriocrania sparrmannella (Bosc, 1791), Praktpurpurmal
- Eriocrania unimaculella (Zetterstedt, 1839) Långfläckig purpurmal
- Eriocrania ussuriella Karsholt, Kozlov & Kristensen, 1997

## Bildgalleri

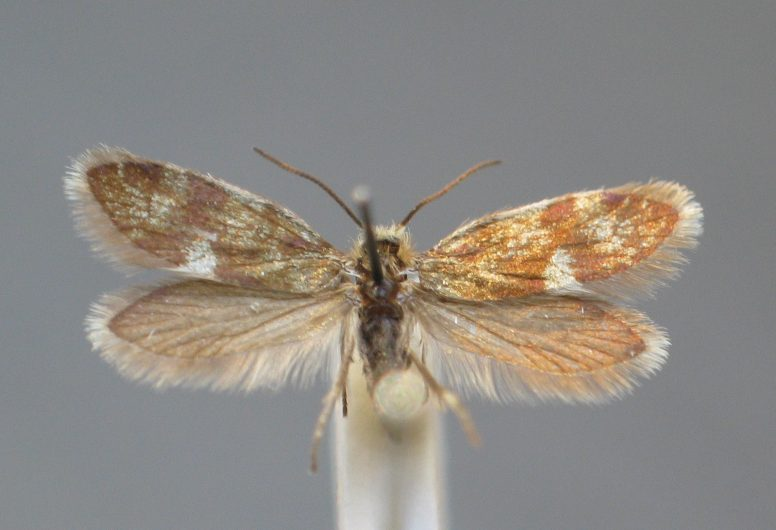
Eriocrania alpinella
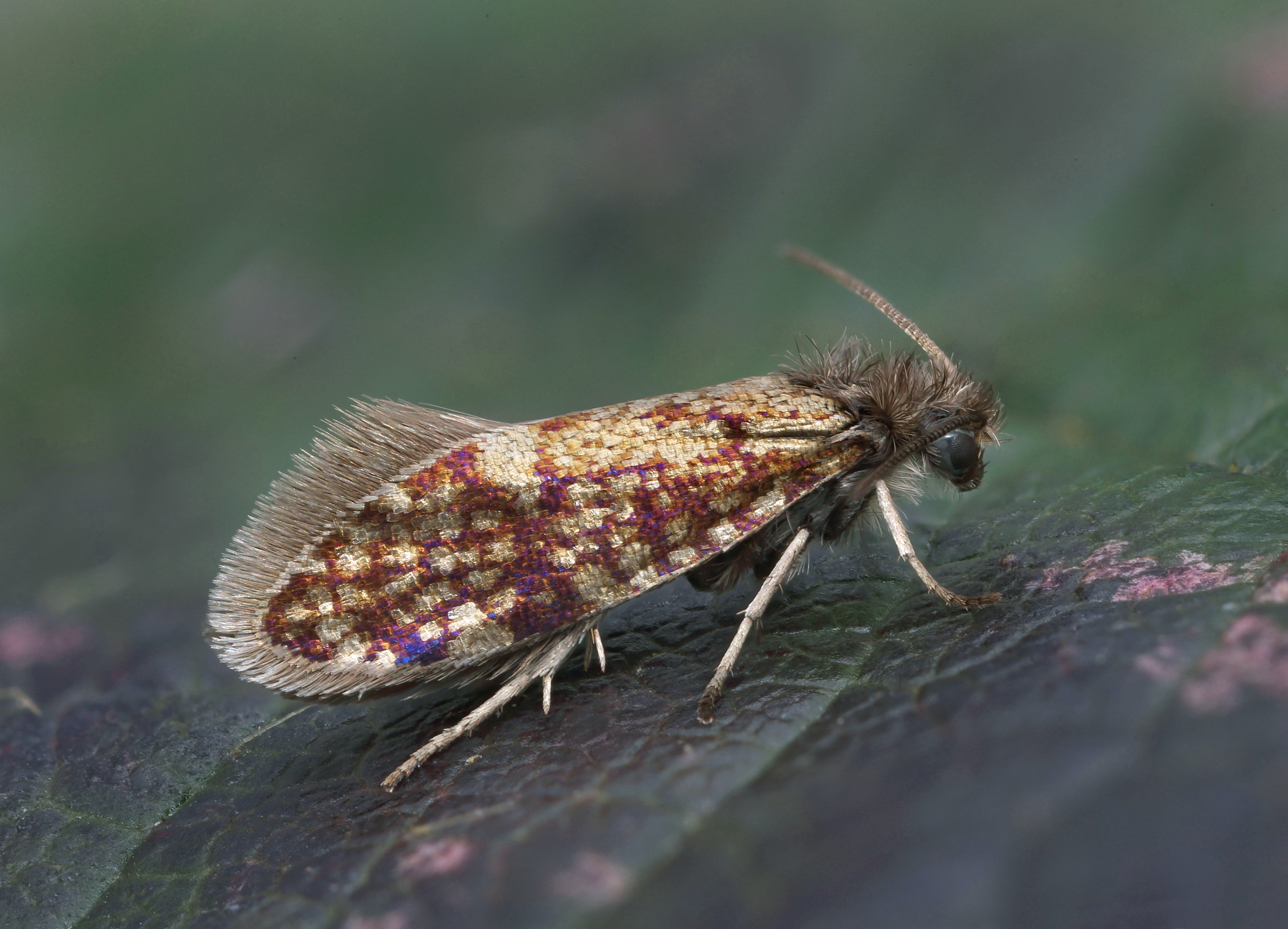
Hagpurpurmal, Eriocrania cicatricella
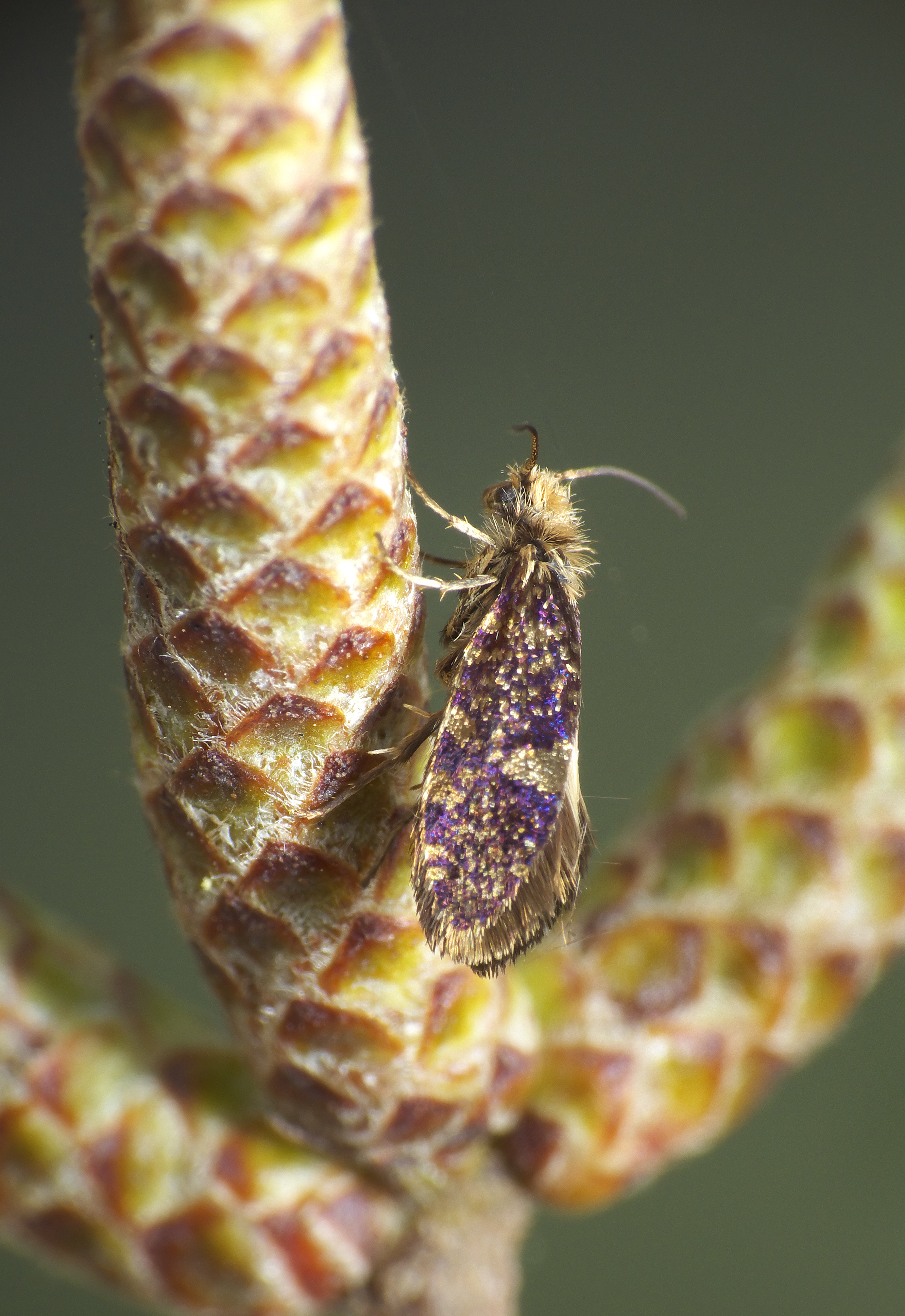
Spetsfläckig purpurmal, Eriocrania salopiella
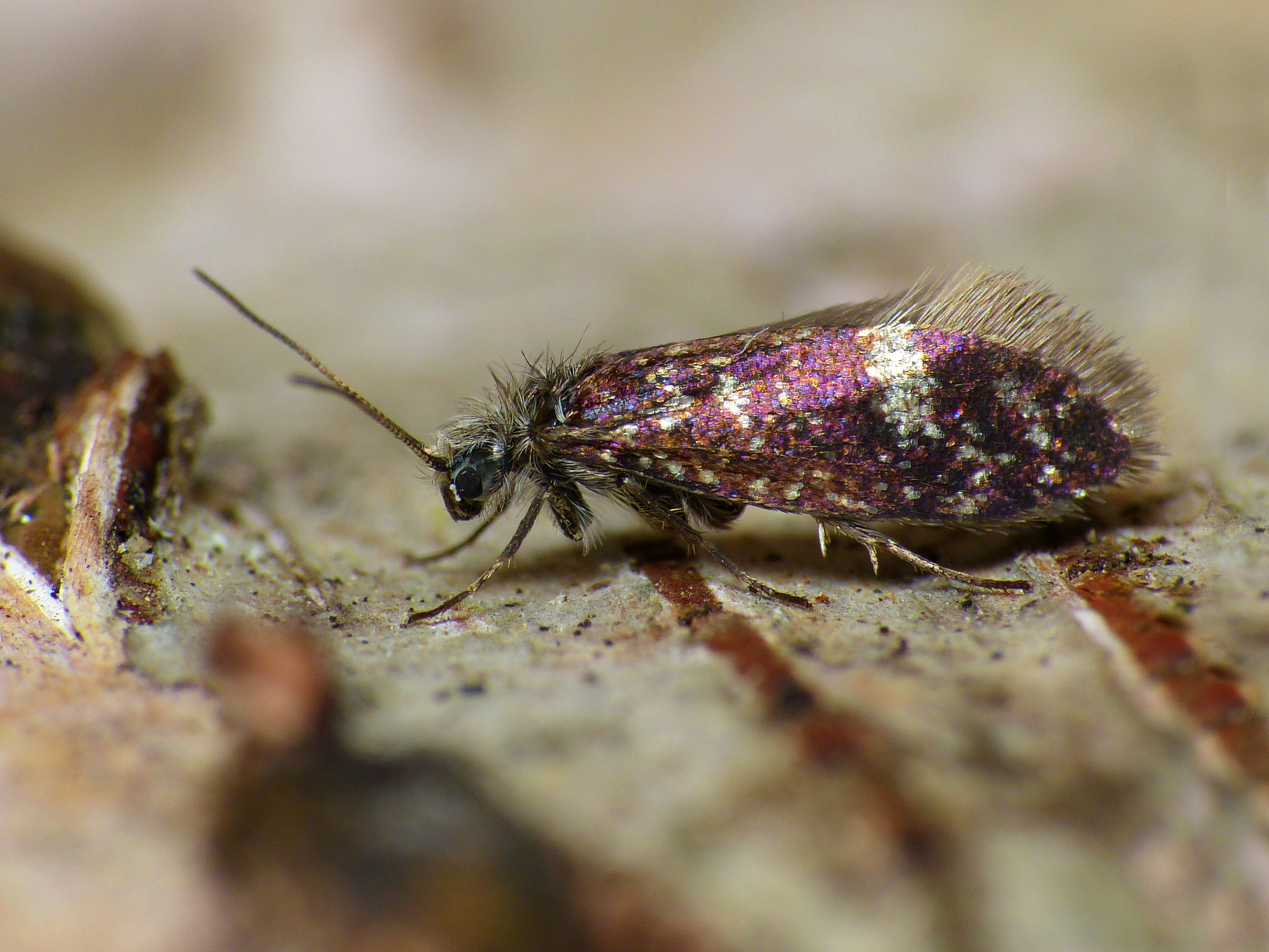
Tvillingpurpurmal, Eriocrania sangii
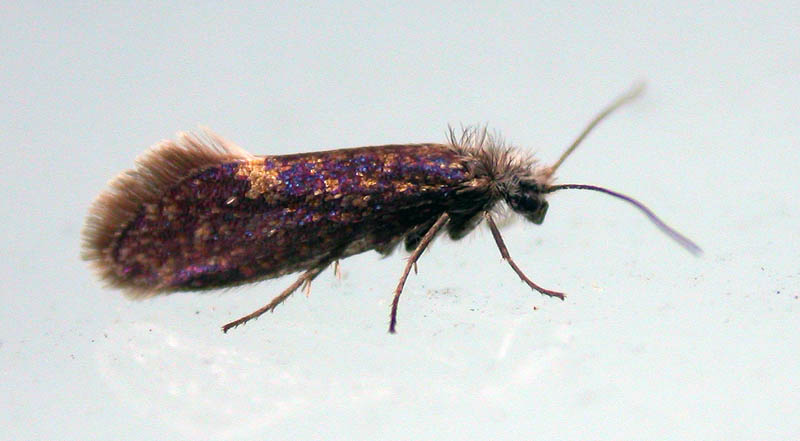
Vårpurpurmal, Eriocrania semipurpurella
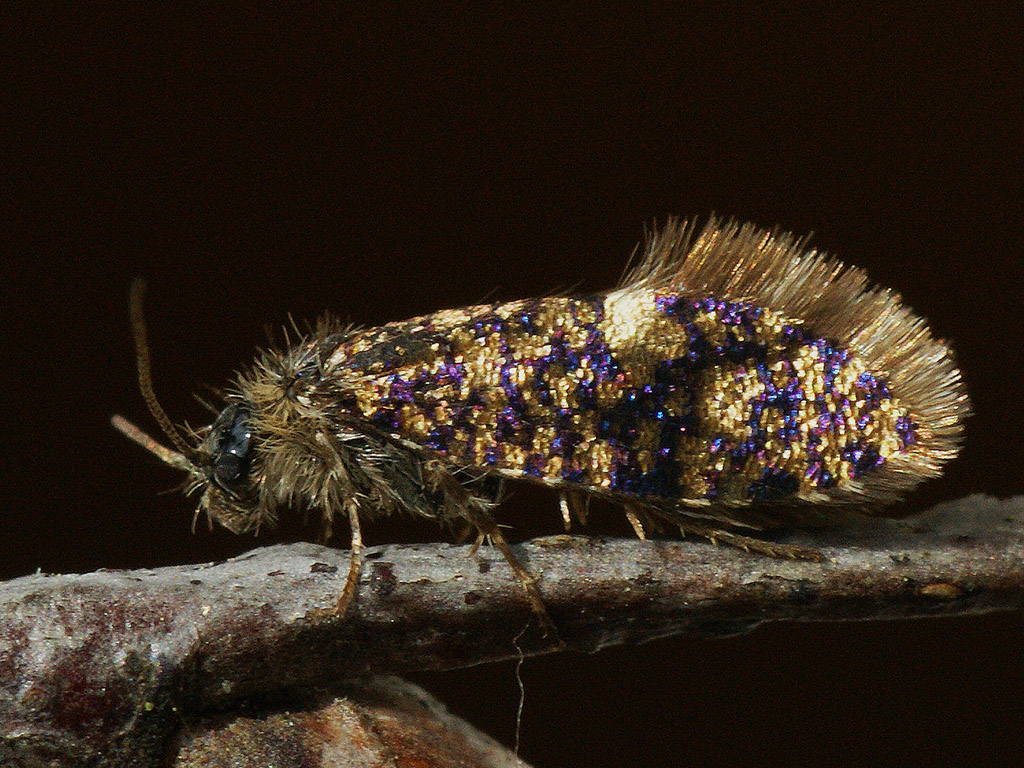
Praktpurpurmal, Eriocrania sparrmannella